# Cucina livone

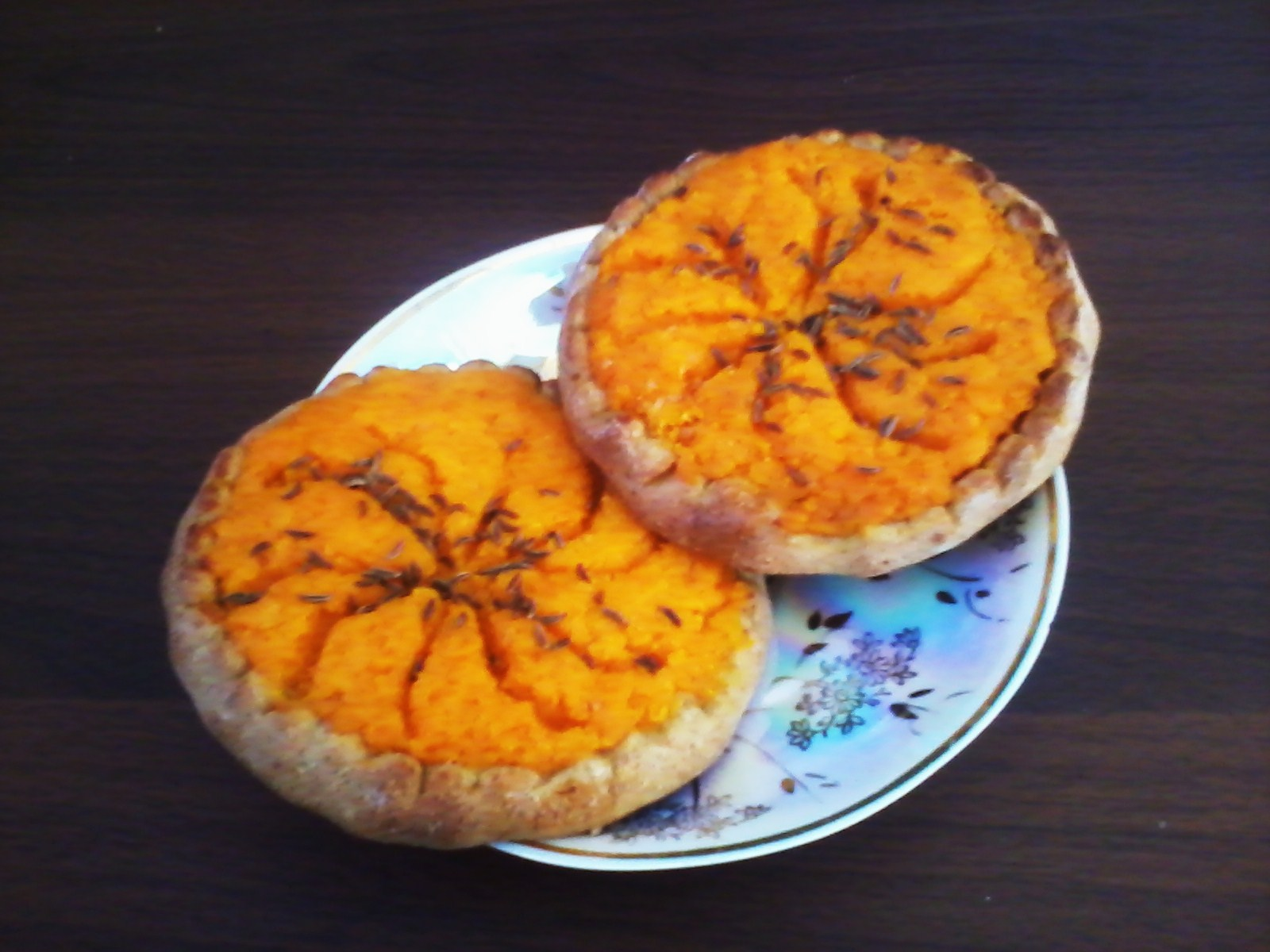
Sklandrausis

La cucina livone (in livone livõd kek) consiste in un insieme di specialità culinarie della Livonia nate sulla base di prodotti reperiti localmente. Essendo i livi un popolo sviluppatosi sulla costa, molti piatti sono a base di pesce.
Negli ultimi anni sono stati avviati vari progetti volti a pubblicizzare la cucina (e la cultura) livone.

## Specialità

### Piatti a base di pesce

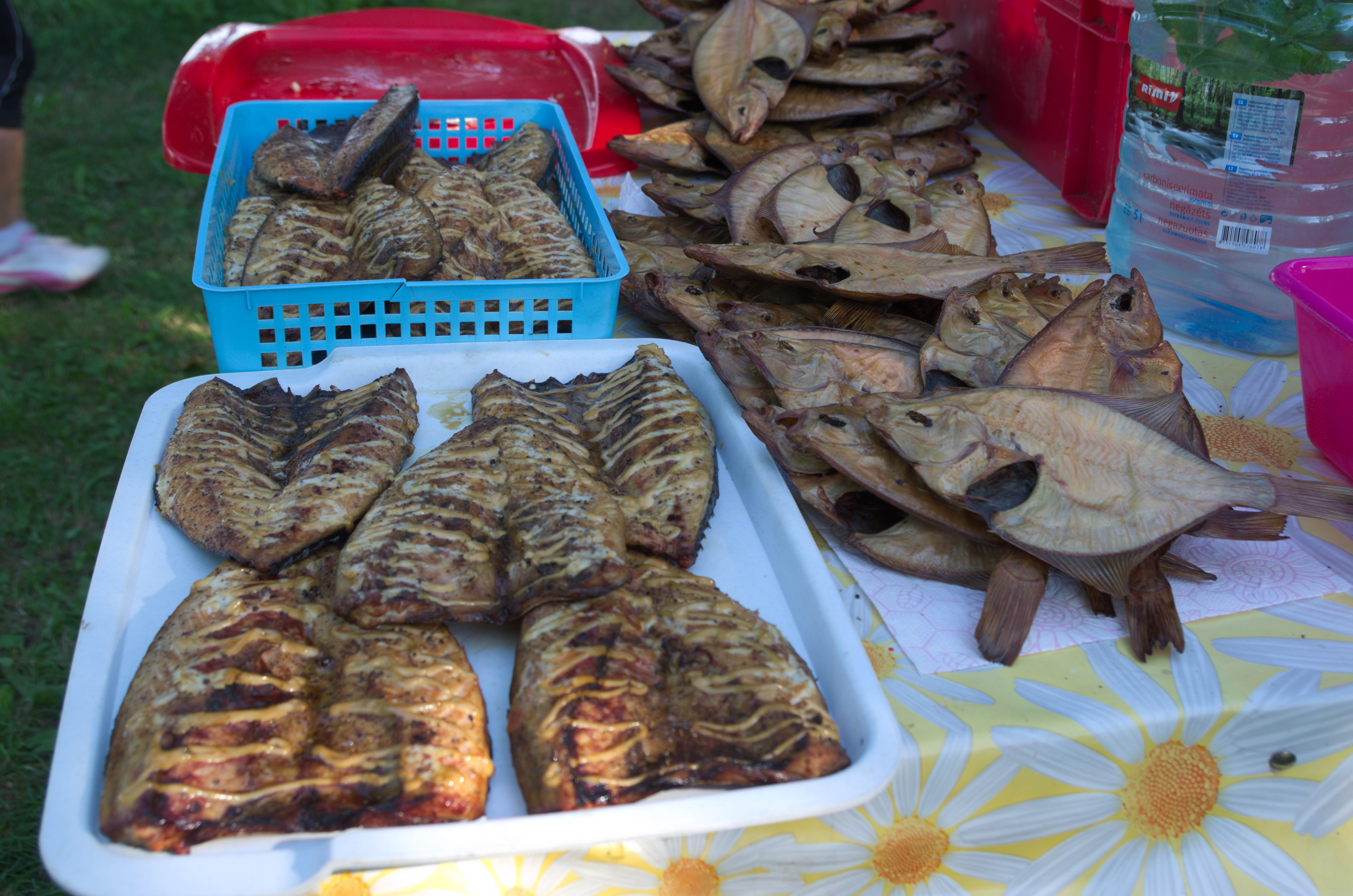
Sgombro affumicato (a sinistra) e passera (a destra)

La cucina livone consiste essenzialmente in piatti con frutti di mare locali: il pesce, soprattutto la passera pianuzza (in dialetto curlandese plekst; in livone liestād) e le aringhe (strimal; sīlkõd) vengono cucinati, fritti, salati, essiccati e affumicati. Il terreno della costa livoniana è poco fertile: per tale motivo questa popolazione non era e non è molto dedita all'agricoltura: nel XX secolo, pane, farina, patate e altri generi alimentari a base di cereali venivano venduti o barattati con il pesce.

### Piatti di pane, farina e cereali
A causa della limitata area di semina e dell'infertilità generale della terra, i livoni, di solito, cuocevano il pane solo il sabato e doveva bastare per tutta la settimana. Nella maggior parte dei casi si trattava di pane nero (rupmaiz; riggi lēba): il pane bianco era ancor più raro e consumato solo in occasioni festive speciali. La farina (inizialmente farina d'orzo, ma in seguito anche farina di segale e di grano), grasso di foca o pesce e talvolta patate grattugiate, porridge di carote o carote grattugiate sono usate per preparare un piatto simile a un pancake (il plädīņ) cotto in forno.
I cereali bolliti, essiccati e macinati, assieme al latte cagliato o fresco e la marmellata, sono adoperati per preparare un varenye gustato a pranzo (kamārok; pūtiļ): l'impasto ottenuto dalle uova sbattute e dal latte unito alla farina hanno producono una crema che viene addolcita o preservata salata a seconda delle occasioni (drupšiņzup; drupšiņrok): le diverse versioni sono note col nome di: 
- Kunkliņupu; kunkļmūoz;
- Ķiļķēnzup;
- Končiņzup
- Rīvķiļķēn; Rīvkukīļd.[6]

L'impasto di segale può essere successivamente trasformato per realizzare lo sklandrausis (sklandrouš; sūr kakūd).

### Piatti di carne
I livi allevavano ben pochi capi di bestiame, ragion per cui c'era poca carne e latticini nella cucina locale. Chi disponeva degli animali, lasciava i maiali ingrassare in autunno fino a Natale: la maggior parte della carne ottenuta veniva poi salata o essiccata per l'inverno. Piccole quantità di salsiccia venivano preparate a seguito della macellazione: il grasso rimanente (tauk; razā) e la trippa (drādž; spradžād) venivano consumati con il pane. Durante il periodo di ingrasso, si consumavano pezzi di pancetta affettata e aglio noti come sūrmõdmȭka.

### Prodotti caseari

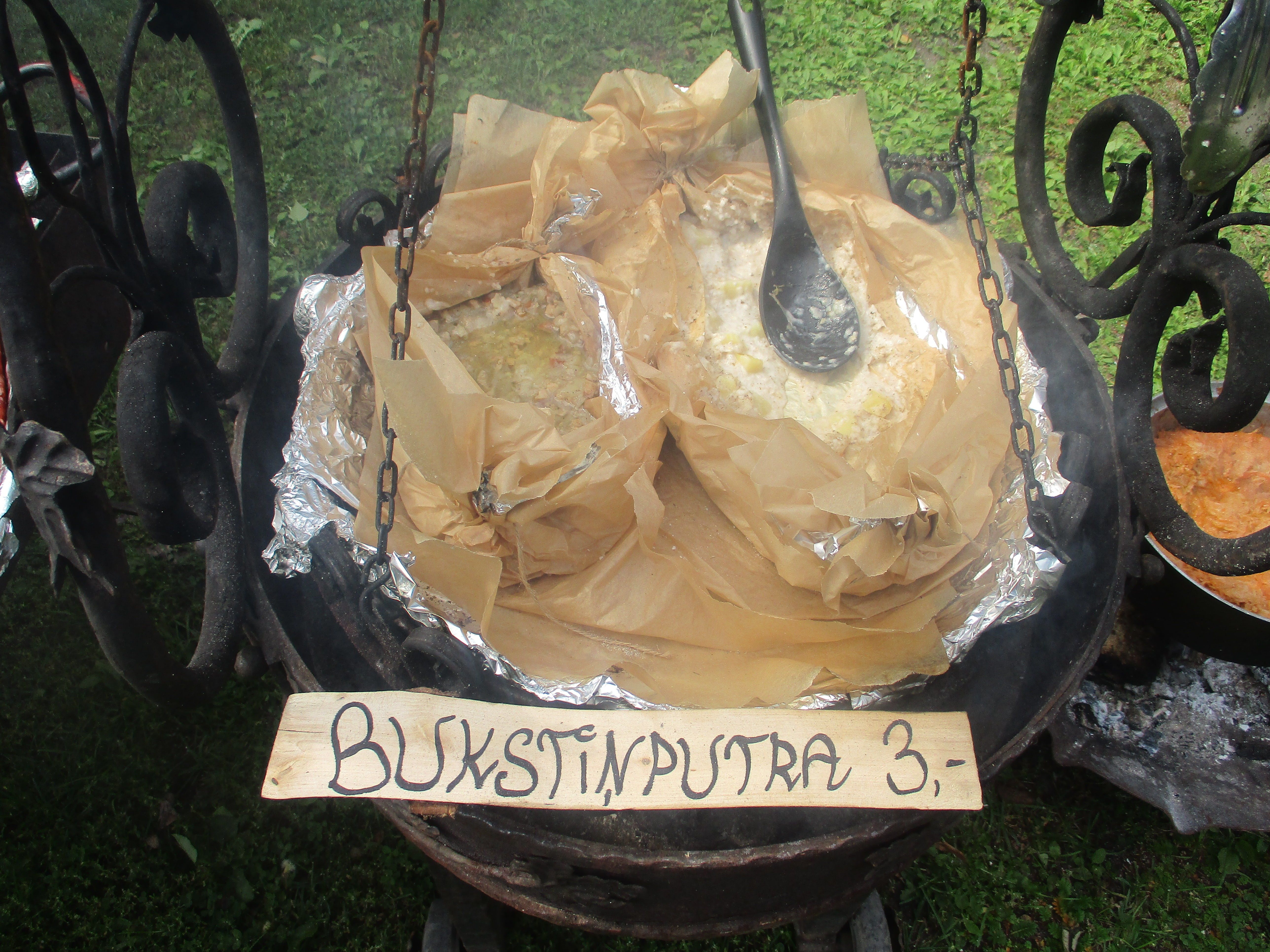
Porridge con patate e pancetta fritta

A differenza del resto del Paese, in cui i prodotti caseari occupano un ruolo centrale, la cucina livone è meno attenta a questo genere di cibi.
Il latte fresco veniva usato quasi esclusivamente consumato subito oppure utilizzato per preparare alimenti con cui si realizzavano porridge liquidi e, più in generale, zuppe. Il resto del latte veniva fermentato per ottenere panna acida e/o burro: in Livonia, come nella Lettonia intera, è infatti diffusa la preparazione dello Skābputra ( skābputr; appõrok), una zuppa fredda e rinfrescante a base di panna acida.

### Dolci
In passato, lo zucchero non era molto diffuso perché pregiato e i piatti dolci della tradizionale culinaria dei livi consistevano principalmente in ricette a base di bacche (mōŗad). Le bacche senza zucchero erano chiamate zapti o zafti.

### Bevande
In autunno, si ricavava il malto dall'orzo che poi veniva aromatizzato con il luppolo per ottenere la birra (als; vȯl): si preparano vari tipi di birra, variamente denominati a seconda della gradazione alcolica: la yoimi, molto leggera, e la pataka (pattõk), più energica. Un'altra bevanda tipica è chiamata tōriņ.